# ثلمة

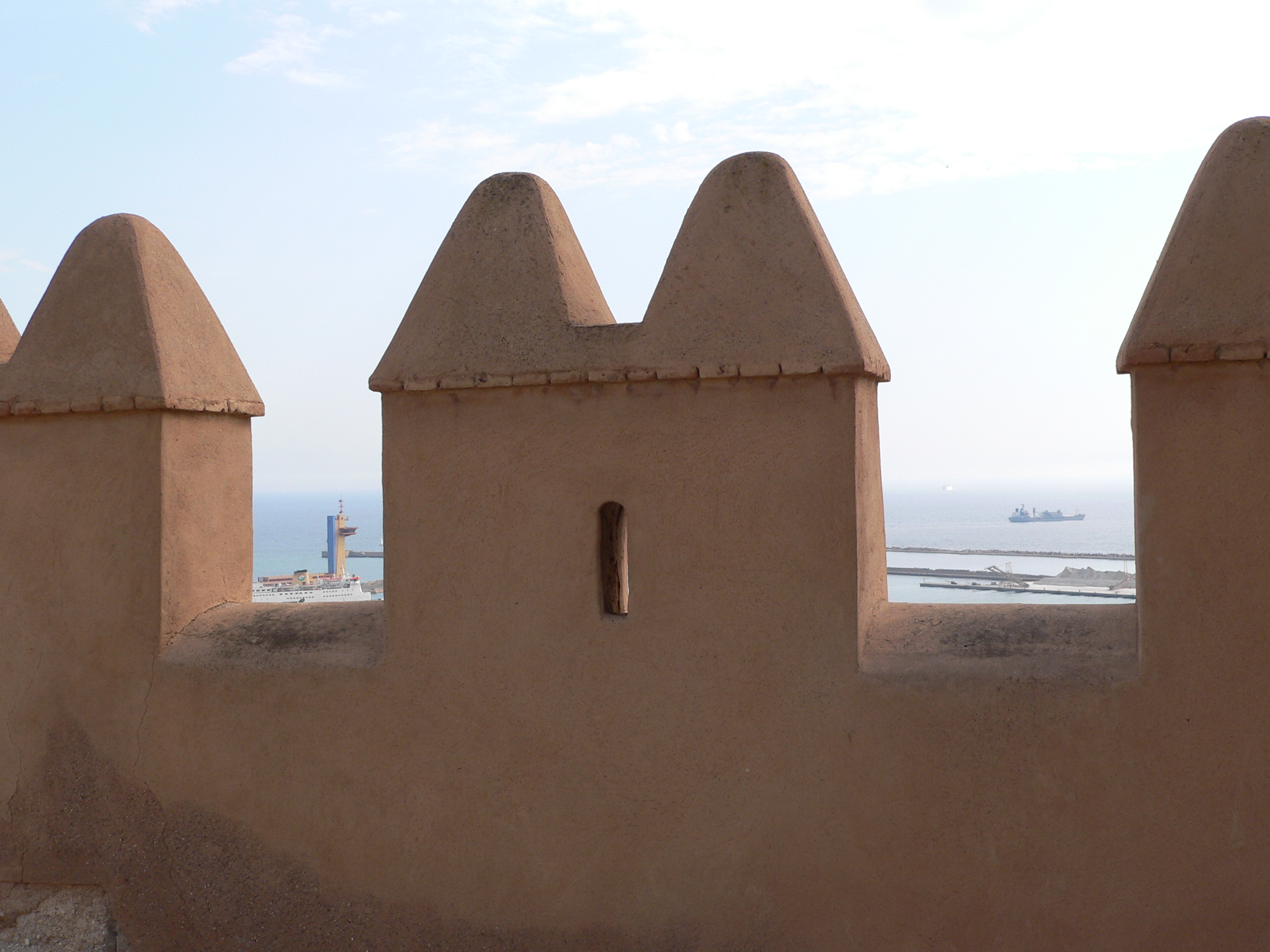
ثلم في القصبة في إسبانيا.

الثلمة فرجة بين جدارين في شرفة الحصن.

## معرض صور

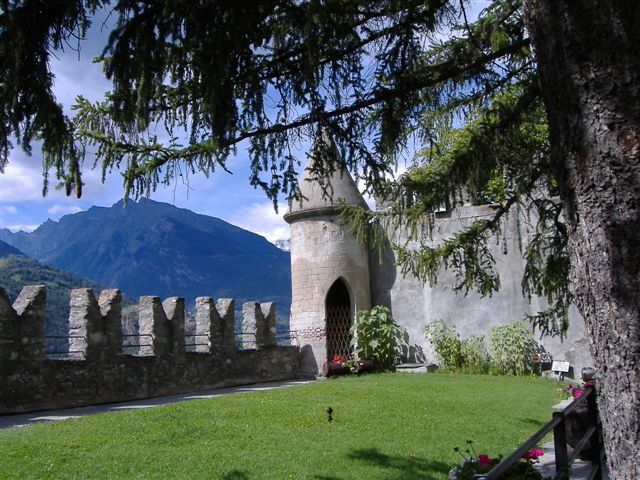
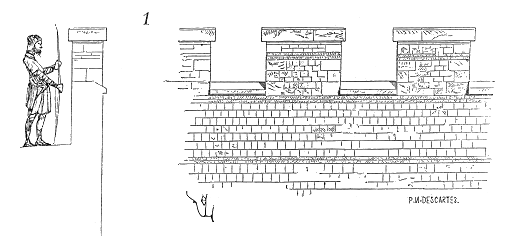
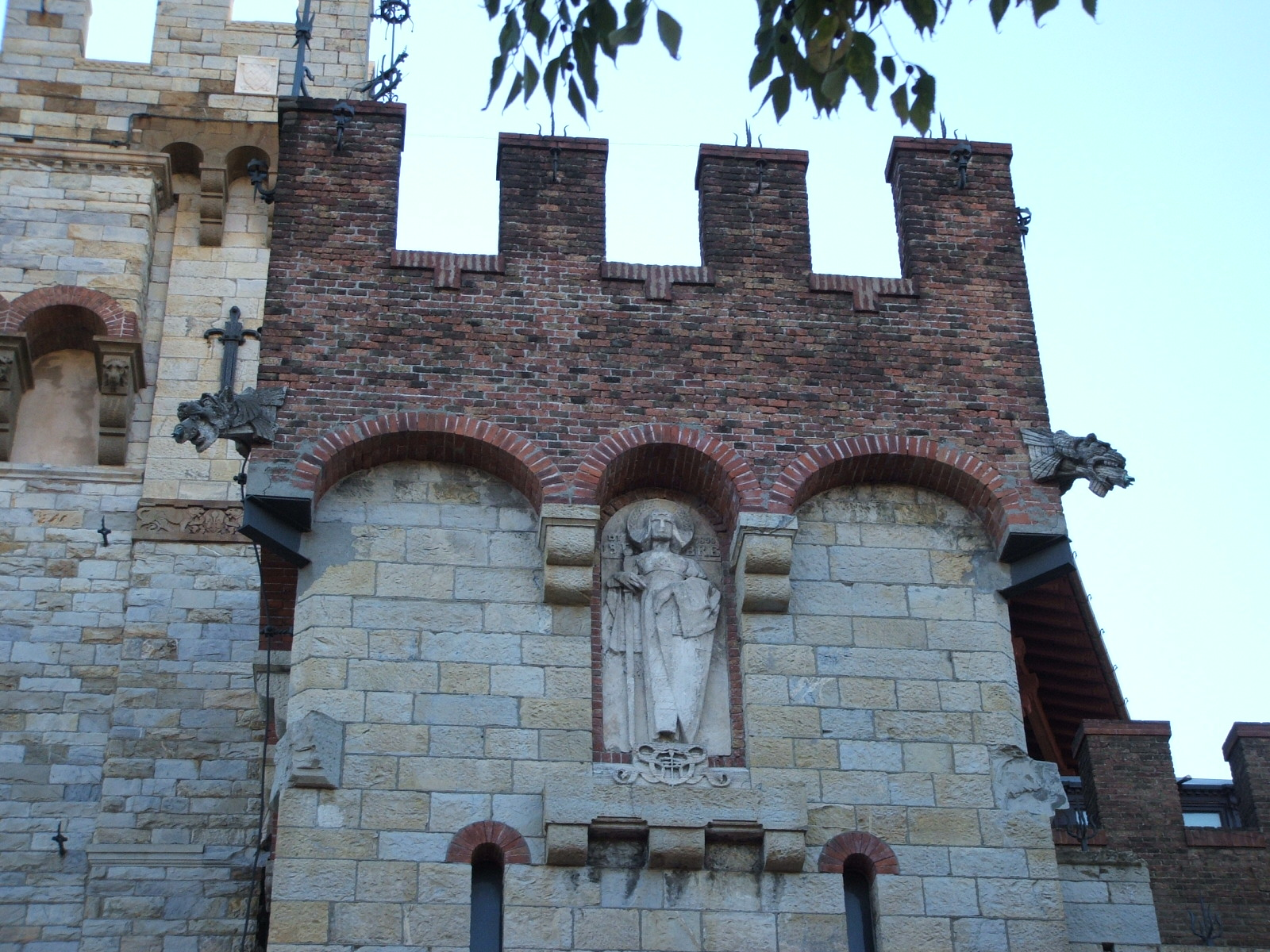